# Дауленов, Мирас Мухтарович
Дауленов, Мирас Мухтарович (род. 1 июня 1983 года, Усть-Каменогорск) — бывший государственный деятель Республики Казахстан, занимал должность вице-министр образования и науки с 30 декабря 2019 года по 4 мая 2021 года. С 1 июня 2021 года по 31 мая 2024 года являлся президентом Университета Нархоз.

## Биография
Родился 1 июня 1983 года в Усть-Каменогорске. В 2000 году поступил в Восточно-Казахстанский Государственный университет им. Аманжолова, где получил степень бакалавра и магистра юриспруденции. Трудовую деятельность начал в 2003 году работая юрисконсультом в различных организациях.
В 2007—2012 годах являлся обладателем международной образовательной стипендии «Болашак». С 2007 года обучался в докторантуре в Вроцлавском университете, где с 2009 года преподавал «Международное право и Право Европейского Совета».
В августе 2012 года был назначен на должность заведующего кафедрой международного права Казахского гуманитарного юридического университета. С 2018 года был заместителем председателя правления — директор Академии фундаментальных и прикладных наук имени Салыка Зиманова. В 2018—2019 годах провост университета КАЗГЮУ имени М. С. Нарикбаева.
С декабря 2019 года по май 2021 года занимал должность вице-министра образования и науки Республики Казахстан.
C 1 июня 2021 года по 31 мая 2024 года являлся президентом университета Нархоз.
20 июня 2024 года возглавил Coventry University Kazakhstan. 

## Научная работа

### Статьи
- Дауленов М. М. Право международной ответственности: проблемы становления отрасли // Проблемы современной юриспруденции в Республике Казахстан: Сборник материалов научно-теоретической конференции молодых ученых Восточно-Казахстанской области. — Усть-Каменогорск, 2005. — С. 152—157.

- Daulenov M. Zasada równowagi instytucjonalnej w prawie wspólnotowym (пол.) // Aktualne problemy prawa międzynarodowego i europejskiego. — Wrocław, 2009. — S. 69—81.

- Daulenov M. Wybrane problemy prawne stosunków zewnętrznych Unii Europejskiej z państwami Azji Środkowej (пол.) // Unia Europejska jako współczesny aktor stosunków międzynarodowych. — Toruń, 2009. — S. 305—319.
- Дауленов М. М. Президент Республики Казахстан как субъект права законодательной инициативы в свете доктрины и практики зарубежных стран // Вестник Карагандинского Государственного Университета им. Е.А. Букетова. — Усть-Каменогорск, 2005. — С. 171—177.